# Макаровская модельная библиотека
Макаровская модельная библиотека, полное название Макаровская сельская модельная библиотека-филиал № 18 — одна из старейших библиотек библиотечной системы МР Ишимбайский район (МУ ИЦБС). Основана в мае 1914 года. Центр мемориальной и краеведческой деятельности.
В 1914 году — изба-читальня. Её основал на собственные средства Амир Карамышев. С 2010 современное название и статус: «Макаровская модельная библиотека», специализация: «Центр мемориальной и краеведческой деятельности». Основные задачи: изучение исторических событий села Макарово, изучение родословных, составление генеалогии родов. Макаровская модельная библиотека стала шестидесятой по счету в республике.
Располагается на втором этаже Дома культуры. Фонд библиотеки составляет — 12866 экз. документов; в год библиотека выписывает 20 наименований газет и журналов; число пользователей — 635 человек («В течение года её посещают около 750 человек — почти половина жителей Макарово» — Худякова); книговыдача свыше — 27 000 документов.
В 2014 году в рамках празднования 100-летия библиотеки был открыт обелиск её основателю — Амиру Карамышеву. Находится обелиск в Макарово, на Центральной улице, во дворе музея имени Ахсана Мухаметкулова.